# The Pianist (film, 1991)
Pour les articles homonymes, voir Pianiste (homonymie).
Pour plus de détails, voir Fiche technique et Distribution.
The Pianist est un film canadien réalisé par Claude Gagnon en 1991, présenté au Festival international du film de Tokyo le 6 octobre 1991 et sorti en salles au Canada le 31 janvier 1992.

## Synopsis
Deux sœurs préadolescentes connaissent leur premier amour avec leur voisin, un pianiste japonais de renommée mondiale. Le film raconte avec pudeur et délicatesse, leurs émois et leur première relation sexuelle avec cet homme. Il a une relation cachée avec l'une d'elles (Colette), qui finit par l'avouer à sa sœur. Une jalousie, de courte durée nait alors entre elles. Cependant, leur relation d'amitié se renoue, lorsque le pianiste sort définitivement de leur vie.

## Distribution
- Gail Travers : Jean
- Macha Grenon : Colette
- Eiji Okuda : Yoshi
- Dorothée Berryman : Samantha
- Maury Chaykin : Cody
- Ralph Allison : Martin
- Carl Alacchi : le narrateur
- Andreas Apergis
- Elaine Church : Aunt Ruth